# Ockrabröstad fruktduva
Ockrabröstad fruktduva (Ramphiculus occipitalis) är en fågel i familjen duvor inom ordningen duvfåglar. Den förekommer i Filippinerna. Arten tros minska i antal, men beståndet anses vara livskraftigt.

## Utseende och läte
Ockrabröstad fruktduva är en medelstor duva med grönt på ovansida, stjärt, "lår" och kroppsidor och grått på hjässa och halssidor. Den har vidare gult på bröstet, en rödbrun fläck på buken och en rödbrun strimma från ögat och bakåt runt nacken. Arten liknar luzonfruktduvan, men är gul istället för orange på bröstet samt har ljusgrått framför öfat. Lätet är ett djupt, fallande "woo-oo".

## Utbredning och systematik
Ockrabröstad fruktduva förekommer i Filippinerna. Den delas in i två underarter med följande utbredning:
- occipitalis – förekommer i låglandsskogar i norra och centrala Filippinerna
- incognitus – förekommer i bergsområden på Mindanao (sydöstra Filippinerna)

### Släktestillhörighet
Arten placerades tidigare i släktet Ptilinopus. Genetiska studier visar dock att detta släkte är parafyletiskt i förhållande till Alectroenas.

## Status och hot
Arten har ett stort utbredningsområde, men tros minska i antal, dock inte tillräckligt kraftigt för att den ska betraktas som hotad. Internationella naturvårdsunionen IUCN listar därför arten som livskraftig (LC).